# Edo Bonistalli

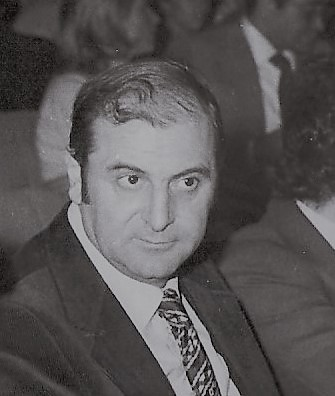
Edo Bonistalli

Edo Bonistalli (Empoli, 1929 – Firenze, 2000) è stato uno psicologo, psicoterapeuta e insegnante italiano.

## Biografia
Laureato vince il concorso per maestri e insegna presso la scuola elementare di Coeli Aula (Montespertoli-Firenze). Nel 1964 ottiene il distaccamento come ortopedagogista all’Istituto Medico-pedagogico Provinciale di Firenze, e dal 1969 è docente di Pedagogia speciale presso la Scuola Magistrale Ortofrenica di Firenze.
Nel 1972 apre a Firenze il Centro Studi Ortopedagogici. Nel 1974 assieme ad altri specialisti fonda il Centro Studi Antiemarginazione e con alcuni studiosi fiorentini, fra cui, Guido Pesci, dà vita al Movimento dei Pedagogisti Clinici a cui partecipa attivamente fino ad offrire al Movimento importanti orientamenti metodologici. È stato docente presso l’Università degli Studi di Firenze, Direttore della Scuola per Terapisti Occupazionali di Siena. Nel 1991 è iscritto nell’Albo degli Psicologi-Psicoterapeuti ed ha l’incarico di docente presso la Scuola di Specializzazione in Psicologia dell’Università di Siena.

## Opere principali
- Edo Bonistalli, Appunti introduttivi ad una didattica speciale, Firenze, Luma, 1967.
- Edo Bonistalli, Vincere o giocare? Esperienze e orientamenti per una nuova formazione sportiva, roma, Bulzoni, 1979.

- Prevenzione e trattamento della dislessia: un lavoro nelle prime classi in collaborazione con il gruppo fiorentino MCE, Firenze, La nuova Italia 1973
- Prima scuola - giochi di lettura (A. Pesci), Firenze, EIT, 1983
- Terapia occupazionale o terapia esistenziale?, Roma, Bulzoni, 1990
- Prevenzione e trattamento della dislessia, Firenze, La Nuova Italia, 1999
- I giochi del triangolo. Giochi attraverso il corpo (G. Pesci), Firenze, Omega (9 dicembre 2002)